# Vojka
Vojka (em húngaro: Véke) é um município da Eslováquia, situado no distrito de Trebišov, na região de Košice. Tem 8,74 km² de área e sua população em 2018 foi estimada em 492 habitantes.

## Demografia
| Ano:        | 1994 | 2004    | 2014   | 2024    |
| ----------- | ---- | ------- | ------ | ------- |
| Broj ljudi: | 408  | 506     | 503    | 556     |
| Razlika:    |      | +24,01% | -0,59% | +10,53% |

| Ano:               | 2023 | 2024   |
| ------------------ | ---- | ------ |
| Número de pessoas: | 542  | 556    |
| Diferença:         |      | +2,58% |